# ارتریا
ارتریا (یونانی: Ερέτρια) شهری است در جنوب یونان با جمعیت ۱۳٬۰۵۳ نفر.